# 214863 Seiradakis
214863 Seiradakis este o planetă minoră (asteroid) din centura de asteroizi. A fost descoperită pe 27 decembrie 2006 la Mount Lemmon⁠(d) de Mount Lemmon Survey⁠(d) și a fost numită după John Hugh Seiradhakis⁠(d). 
Obiectul prezintă o orbită caracterizată de o semiaxă mare de 2,7657968004818 UAi, o excentricitate de 0,050433580812375, o înclinație de 4,5001774510266 ° în raport cu ecliptica.